# Fábio (Fußballspieler, 1990)
Fábio (* 9. Juli 1990 in Petrópolis; voller Name Fábio Pereira da Silva) ist ein brasilianischer Fußballspieler. Fábio besitzt neben der brasilianischen Staatsbürgerschaft auch noch die portugiesische. Er ist der Zwillingsbruder von Rafael, der ebenfalls bei Manchester United spielte. Seit Januar 2023 steht er bei Grêmio Porto Alegre unter Vertrag.

## Karriere

### Im Verein
In seiner Jugend spielte Fábio bei Fluminense. Sein Profidebüt im Dress von Fluminense gab er im Jahr 2005. In diesem Spiel wurden er und sein Bruder Rafael vom Manchester-United-Scout Les Kershaw entdeckt. Schließlich erhielt er einen Vorvertrag von Manchester United, in dem vereinbart wurde, dass er bis zu seinem 18. Lebensjahr bei Fluminense bleibt. Im Januar 2008 unterschrieb er für fünf Jahre bis 2013. Sein Pflichtspieldebüt für Manchester United absolvierte er am 9. August 2009, als er bei der FA Community Shield gegen den FC Chelsea für John O’Shea eingewechselt wurde. Eine Woche später bestritt er seine erste Partie in der Premier League, als er im Heimspiel gegen Birmingham City von Beginn an auflief und die gesamte Partie durchspielen durfte. Am 23. September 2009 wurde Fábio im League Cup gegen die Wolverhampton Wanderers nach 30 Minuten nach einer roten Karte des Feldes verwiesen. Der Abwehrspieler lief am 21. Oktober 2009 im Auswärtsspiel bei ZSKA Moskau erstmals in der UEFA Champions League auf. Dabei wurde er kurz vor Schluss für Michael Carrick ausgewechselt.
Für die Saison 2012/13 wurde Fábio an den Ligakonkurrenten Queens Park Rangers ausgeliehen.
Am 31. Januar 2014 wechselte Fábio zu Cardiff City.
Im Sommer 2016 nahm ihn der FC Middlesbrough unter Vertrag. Nach zwei Spielzeiten schloss er sich dem FC Nantes an. Dort verbrachte der Spieler über vier Jahre, bevor er im Januar 2023 in sein Heimatland zu Grêmio Porto Alegre wechselte.

### In der Nationalmannschaft
Fábio gewann 2005 mit der brasilianischen U-15-Auswahl gemeinsam mit seinem Zwillingsbruder die U-15-Südamerikameisterschaft. Zwei Jahre später nahmen beide an der U-17-Südamerikameisterschaft teil, die Brasilien ebenfalls als Turniersieger abschloss und sich dadurch für die U-17-Weltmeisterschaft 2007 in Südkorea qualifizierte. Bei der kontinentalen Endrunde absolvierte Fábio alle neun Partien und war mit sieben Treffern hinter seinem Landsmann Lula zweitbester Torschütze des Turniers. Bei der WM-Endrunde bildete Fábio, der zudem als Mannschaftskapitän fungierte, mit seinem Bruder Rafael das Außenverteidigerduo, beide werden im offiziellen Turnierbericht als „schnelle Aussenverteidiger mit guter Technik und Offensivdrang“ hervorgehoben. Das Turnier endete für die Mannschaft im Achtelfinale nach einer 0:1-Niederlage gegen Ghana, Fábio hatte im Turnierverlauf drei Treffer erzielt.

## Erfolge/Titel
Manchester United
- Englischer Fußballmeister: 2009, 2011
- Englischer Ligapokalsieger: 2010
- Englischer Superpokalsieger: 2011

FC Nantes
- Französischer Pokalsieger: 2022

Grêmio Porto Alegre
- Staatsmeisterschaft von Rio Grande do Sul: 2024

Brasilien
- U15-Südamerikameister: 2005
- U17-Südamerikameister: 2007